# Cordillera Psejako
La Cordillera Psejako (del ruso: Хребет Псехако) es una cordillera montañosa en el Cáucaso Occidental, en Rusia, al este de Estosadok y Krásnaya Poliana, que discurre paralela al norte del curso del río Mzymta. Se halla en el distrito de Ádler de la unidad municipal de Sochi, en el krai de Krasnodar.
Está delimitada por el oeste por los cursos de los ríos Laura y Achipsé. De sudoeste a nordeste, la cordillera se va uniendo a la parte superior de la cordilleta Berzpi que la separa del macizo Pseashjo. Al norte de la cordillera comienza el territorio del zapovédnik de la Reserva Natural de la Biosfera del Cáucaso. Las cotas de la cordillera se hallan entre los 1 400 y los 1 600 m de altura (máxima 1 651 m s. n. m.). La cordillera se halla cubierta de especies foliáceas y coníferas típicas de los bosques del Cáucaso. 
En la década de 1960 se utilizó como explotación forestal. En la actualidad en la cordillera se halla el centro turístico de montaña Gazprom y la mayor parte de la cordillera fue alquilada a la compañía para la creación de una estación de esquí e instalaciones para los Juegos Olímpicos de invierno de Sochi 2014.